# Lobus liberiae
Lobus liberiae är en tvåvingeart som beskrevs av Martin 1972. Lobus liberiae ingår i släktet Lobus och familjen rovflugor.
Artens utbredningsområde är Liberia. Inga underarter finns listade i Catalogue of Life.